# Bitrate
De bitrate of bitsnelheid van gegevensoverdracht is het aantal bits die per tijdseenheid over een lijn worden verzonden. Men drukt de bitrate uit in bits per seconde, b/s of bit/s, eventueel met een SI-voorvoegsel, in de praktijk in kb/s, Mb/s of Gb/s. Een bit is de kleinste hoeveelheid informatie. Hoe hoger de bitrate, hoe meer informatie er per tijdseenheid wordt verzonden en ontvangen. De maximale bitrate wordt door de kanaalcapaciteit bepaald. Vooral voor het realtime bekijken en beluisteren van muziek en video, is voor een hoge kwaliteit een hoge bitrate van belang, naast een efficiënt compressiealgoritme.
De bitrate heeft uitsluitend betrekking op de gegevensoverdracht over de verbinding en niet op de daadwerkelijk benodigde bandbreedte van de verbinding. Door gebruik van een bepaalde lijncodering hoeft de bitrate niet gelijk te zijn aan de baudrate of symbolrate. Door het combineren van meer bits in een enkel symbool, bijvoorbeeld bij kwadratuurmodulatie, wordt de symbolrate en daardoor ook de benodigde bandbreedte van het signaal kleiner, terwijl het toevoegen van bits ten behoeve van balancering of foutcorrectie, bijvoorbeeld bij FireWire, de symbolrate verhoogt.
De downloadsnelheid in bijvoorbeeld een computernetwerk is goed met de bitrate te vergelijken. Beide zijn een maat voor de snelheid waarmee gegevensoverdracht plaatsvindt.